# Театр Спейбла и Гурвинека
Театр Спейбла и Гурвинека (чеш. Divadlo Spejbla a Hurvínka) — кукольный театр в Праге, самый старый профессиональный кукольный театр в Европе и в мире, один из самых известных театров в стране и в Центральной Европе. Расположен по адресу: улица Дейвицкая (чеш. Dejvická), 38, Прага—16000, Чехия.
Художественный руководитель — Мартин Класек (чеш. Martin Klásek).

## История

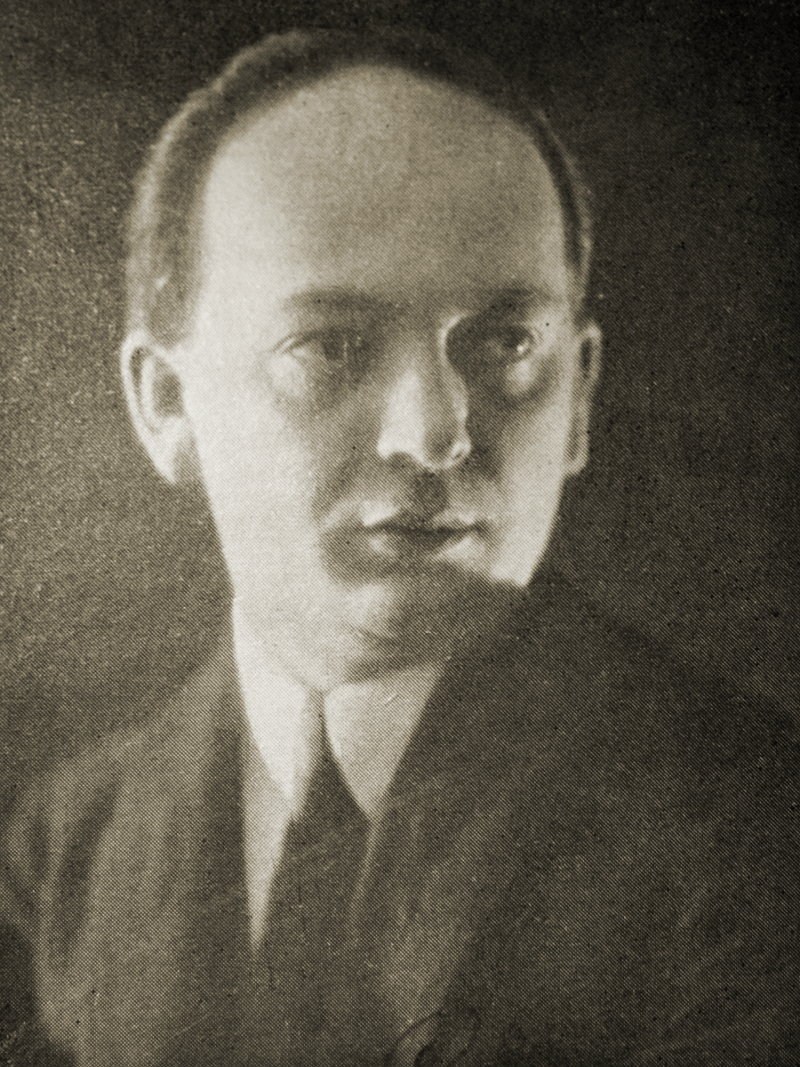
Йосеф Скупа

Основан Йосефом Скупой в 1930 году в Пльзени. Это был первый в мире профессиональный кукольный театр. К тому времени Спейбл и Гурвинек — главные персонажи кукольных спектаклей — были уже безумно популярны благодаря любительским представлениям в пивных и кабаре города.

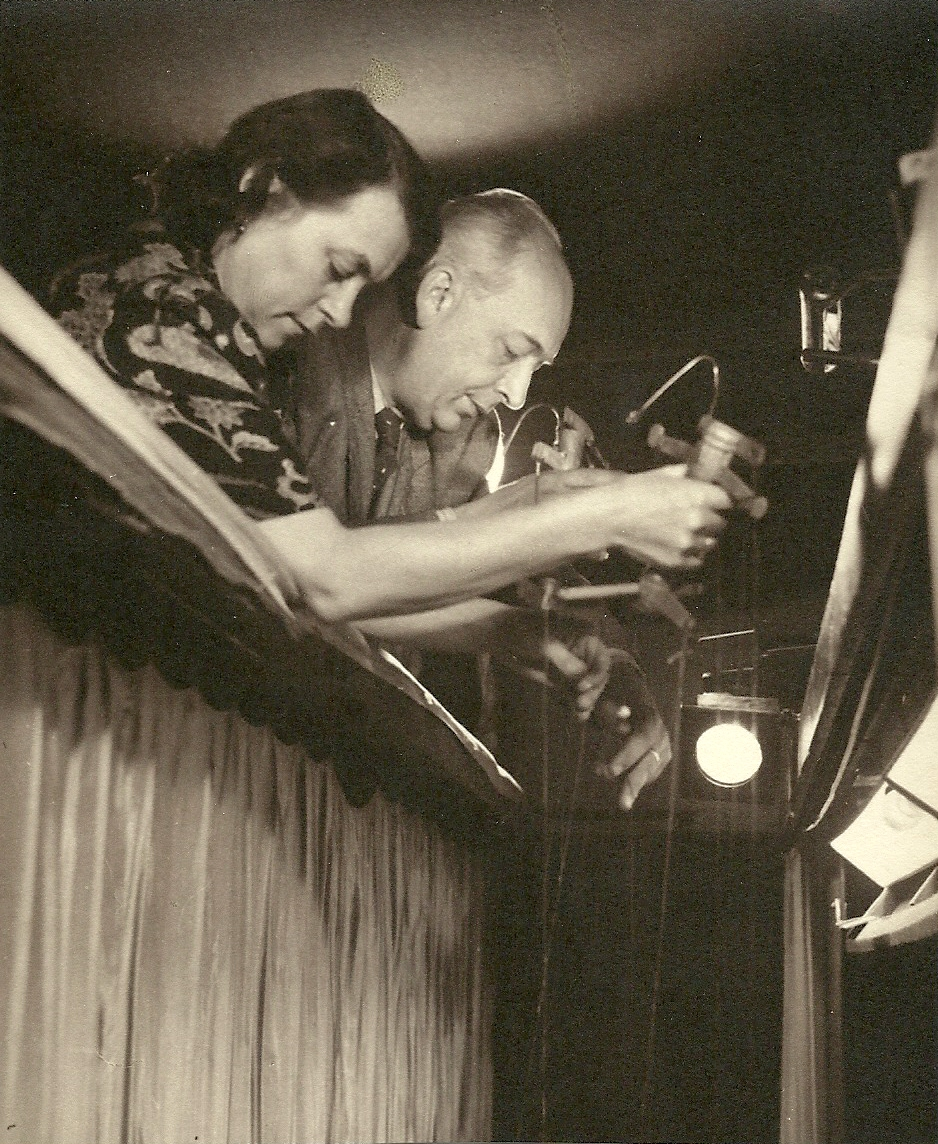
Йосеф Скупа с женой Иржиной во время спектакля, 1940 год

До 1943 года театральная труппа гастролировала по городам Чехии.
В январе 1944 года Скупа был арестован по обвинению в антифашистской деятельности, в результате чего театр был закрыт. Но кукловоду удалось сбежать, так как тюрьма в Дрездене в феврале 1945 года подверглась авиабомбардировке.
Театр был реанимирован в Праге в октябре 1945 года под названием «С+Г Театр» (чеш. D(ivadlo) S+H). Труппа театра находится там и по сей день.
С 1951 года театр получает официальный статус и подчинение отделу культуры Пражского муниципалитета.
В 1957 году руководителем театра, а также исполнителем ролей Спейбла и Гурвинека стал Милош Киршнер (чеш. Miloš Kirschner), которого Скупа определил своим преемником в открытом письме, написанном перед смертью. Театр Спейбла и Гурвинека продолжал свою деятельность, изображать мир с его непростыми социальными проблемами путём гротескового юмора и сатиры.
С 1982 года главных героев вместе с Киршнером стал озвучивать Мартин Класек (чеш. Martin Klásek), ставший художественным руководителем театра в 1996 году после его смерти.
В целом Спейбл и Гурвинек, а также их друзья «сыграли» около 250 оригинальных представлений, рассчитанных как на маленьких, так и на взрослых зрителей, в которых умело соединена визуальная и музыкальная составляющие с непременными диалогами Спейбла и Гурвинека. Основным жанром представлений был комедийный жанр.

## Основные персонажи

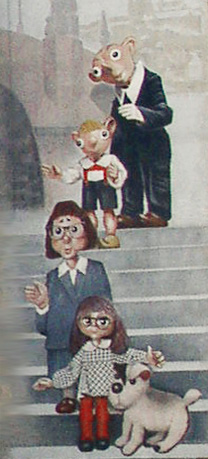
Основные герои Театра на фасаде его здания. Сверху вниз: Спейбл, Гурвинек, Катержина Говоркова, Маничка и пёс Жерик

Залогом успеха Театра является оригинальность его персонажей — во всех без исключения представлениях задействован определённый набор кукол. Непременными «участниками» всех спектаклей Театра Спейбла и Гурвинека являются собственно Спейбл и Гурвинек — отец и сын, представляющие два поколения, как и положено, с разными взглядами на жизнь, интересами, мыслями и позициями. Другие герои — подруга Гурвинека Маничка (чеш. Mánička) и её бабушка Катержина Говоркова (чеш. Kateřina Hovorkova). Периодически в спектаклях появляется Жерик (чеш. Žeryk) — пёс Спейбла и Гурвинека.

## Репертуар
На протяжении 70 лет существования в репертуаре театра удачно соединялись два основных жанра — комедия и драма. Спектакли состоят из диалогов, пантомим, а также песен главных героев.
Спектакли о Спейбле и Гурвинеке разделены по сюжетным и стилистическим линиям на три основные группы — для детей, подростков и взрослых. Театр Спейбла и Гурвинека — единственная чешская кукольная труппа, которая регулярно делает постановки для взрослого зрителя со дня основания. Детские спектакли включают юмористические и дидактические постановки, интерпретации популярных сказочных сюжетов, аллегорические истории и т. д. Для подростков спектакля в основном посвященные проблемам взросления, тогда как взрослый репертуар — это преимущественно сатирические комедии. Большинство спектаклей Театра рассчитаны на «домашнего» (чешского) зрителя. Однако каждый сезон самая популярная трупа чешских кукольников отправляется в зарубежные туры. За время существования творческий коллектив выступал с представлениями в более чем 30 странах мира, в том числе в СССР, Польше, Венгрии, Румынии, Восточной и Западной Германии, США, Египте, Японии, Канаде, Испании и т. д. В Чехии существовали ещё телевизионные версии спектаклей. Кроме того, Спейбла и Гурвинека, а также Маничку и Катержину Говоркову часто показывали в детской вечерней программе «Večerníček».

## Озвучка героев
Когда художественным руководителем Театра был Милош Киршнер, труппа театра озвучивала спектакли на 18 языках. Ныне все спектакли озвучиваются только на 8.

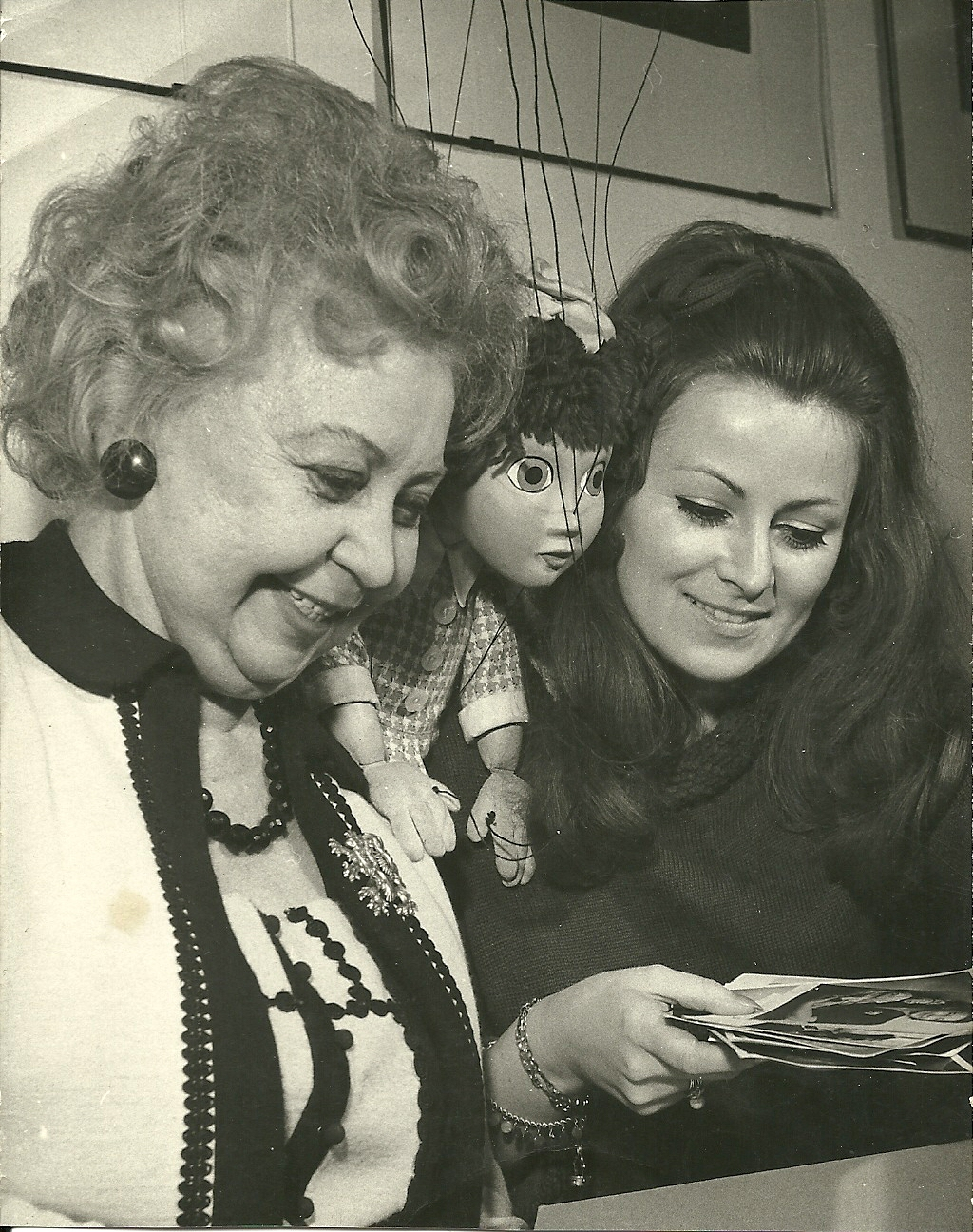
Божена Велекова, Маничка и Гелена Штахова

Роли Спейбла и Гурвинека разное время озвучивали художественные руководители Театра — Йосеф Скупа, Милош Киршнер и Мартин Класек, который озвучивает их по сей день.

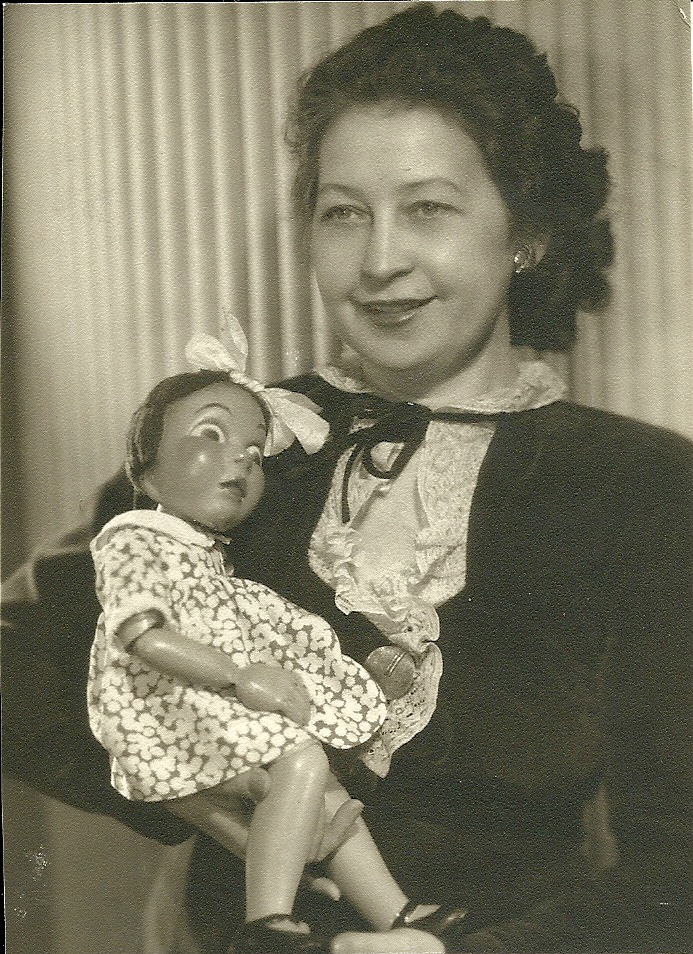
Божена Велекова с Маничкой

Главные женские роли — Маничку и Катержину Говоркову — озвучивает Гелена Штахова (чеш. Helena Štáchová), начавшая свою работу в Театре ещё при Киршнере. Роль Катержины Говорковой была специально создана для Штаховой ещё в 1971 году, когда появился сам персонаж. До неё Маничку озвучивали Анна Креузманнова (чеш. Anna Kreuzmannová) (1930—1945) и Божена Велекова (чеш. Božena Weleková) (1945—1967). 22 марта 2017 года Гелены Штаховой не стало.

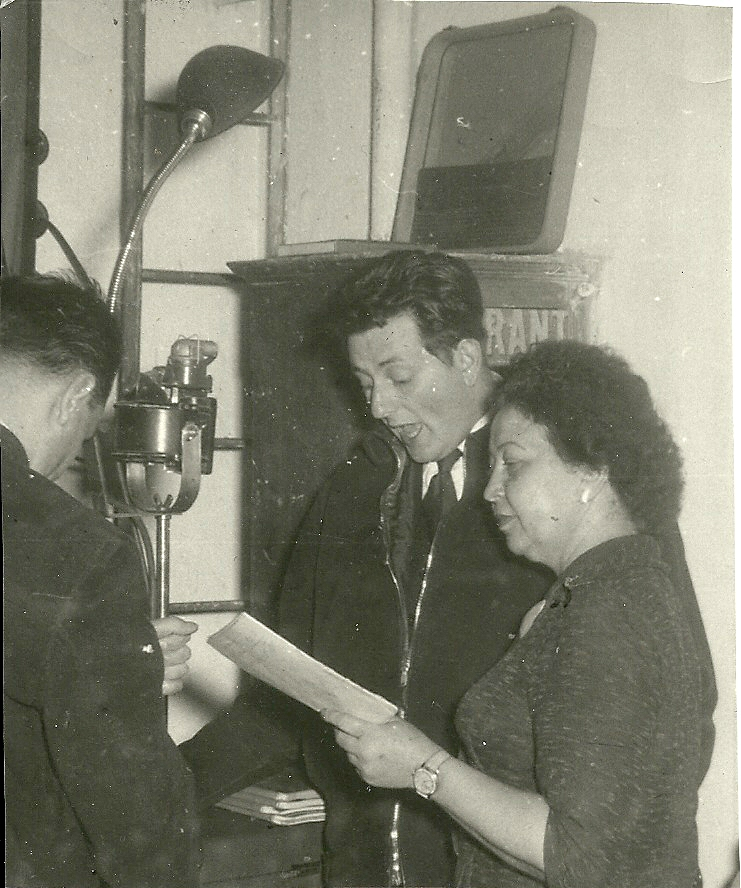
Милош Киршнер, Божена Велекова и Францишек Флайшанц

Пса Жерика в разное время озвучивали Густав Носек (чеш. Gustav Nosek), Францишек Флайшанц (чеш. František Flajšhanz), Мирослав Чёрный (чеш. Miroslav Černý) и Мирослав Полак (чеш. Miroslav Polák).
16 августа 2013 года Мирослава Полака не стало.